# McLain
McLain è una città (town) degli Stati Uniti d'America, situata nella contea di Greene, nello Stato del Mississippi.